# Kirche von Hellvi

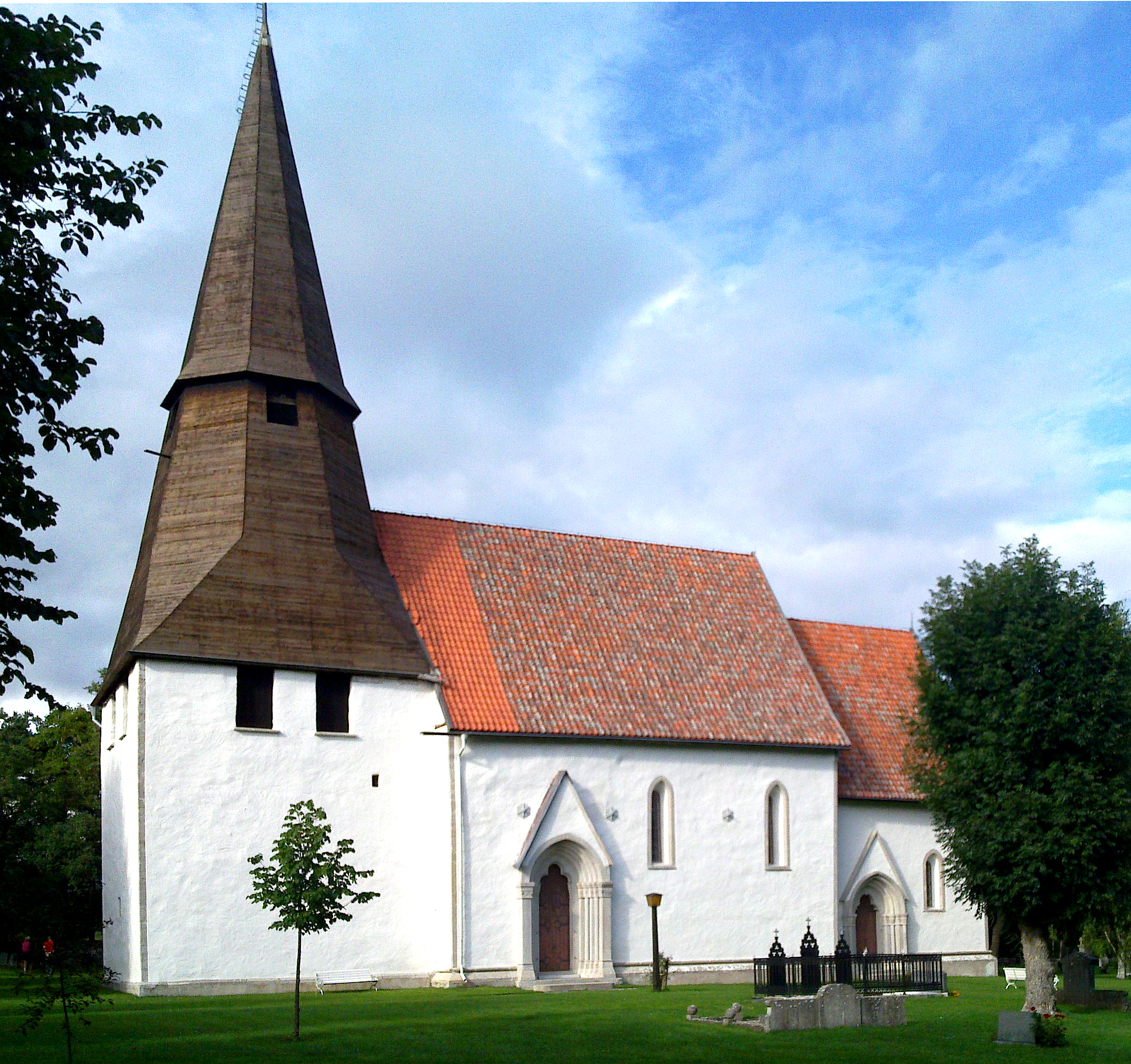
Kirche von Hellvi

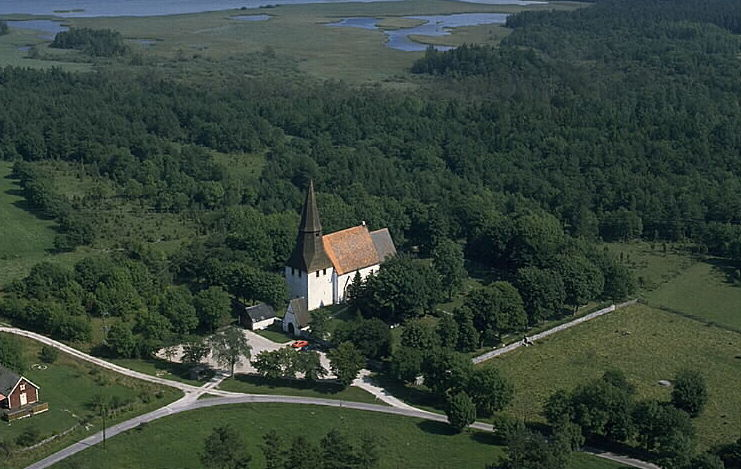
Kirche von Hellvi

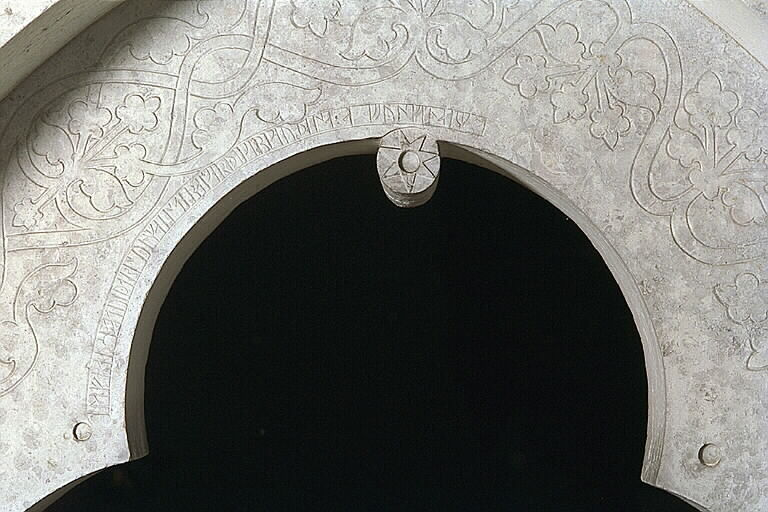
Runeninschrift G 291 am Südportal des Chores: „Lafrans, Meister Botvids Sohn, machte diese Kirche. Er war aus Eskelhem.“

Die Kirche von Hellvi (schwedisch Hellvi kyrka) ist eine im 13. Jahrhundert eingeweihte Landkirche auf der schwedischen Insel Gotland. Sie gehört zur Kirchengemeinde (schwedisch församling) Forsa und zum Pastorat Lärbro im Bistum Visby.

## Lage
Die Kirche liegt im Norden Gotlands, 39 km nordöstlich von Visby, 9 km nordöstlich von Slite und 6 km östlich von Lärbro.

## Kirchengebäude

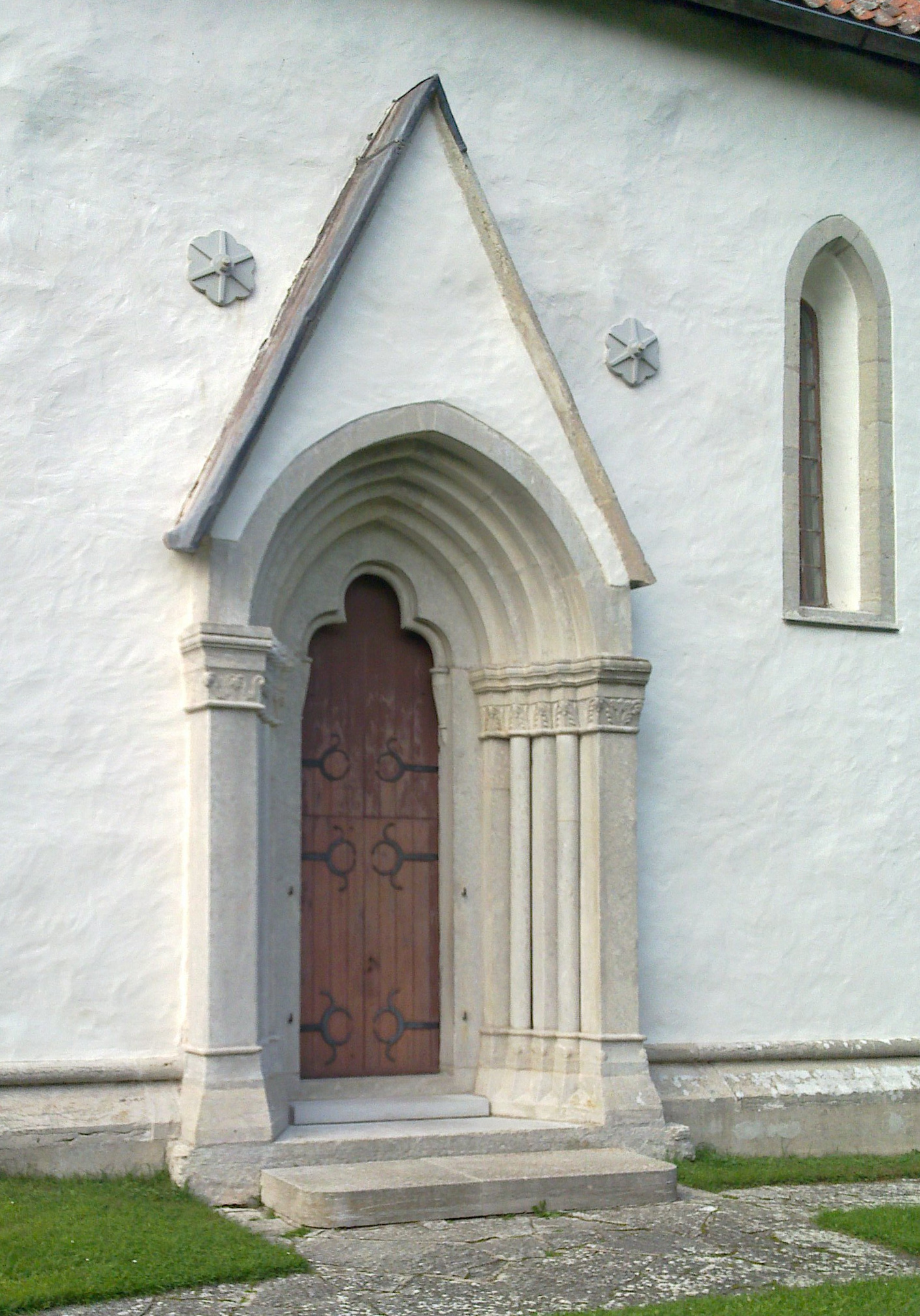
Portal im Langhaus

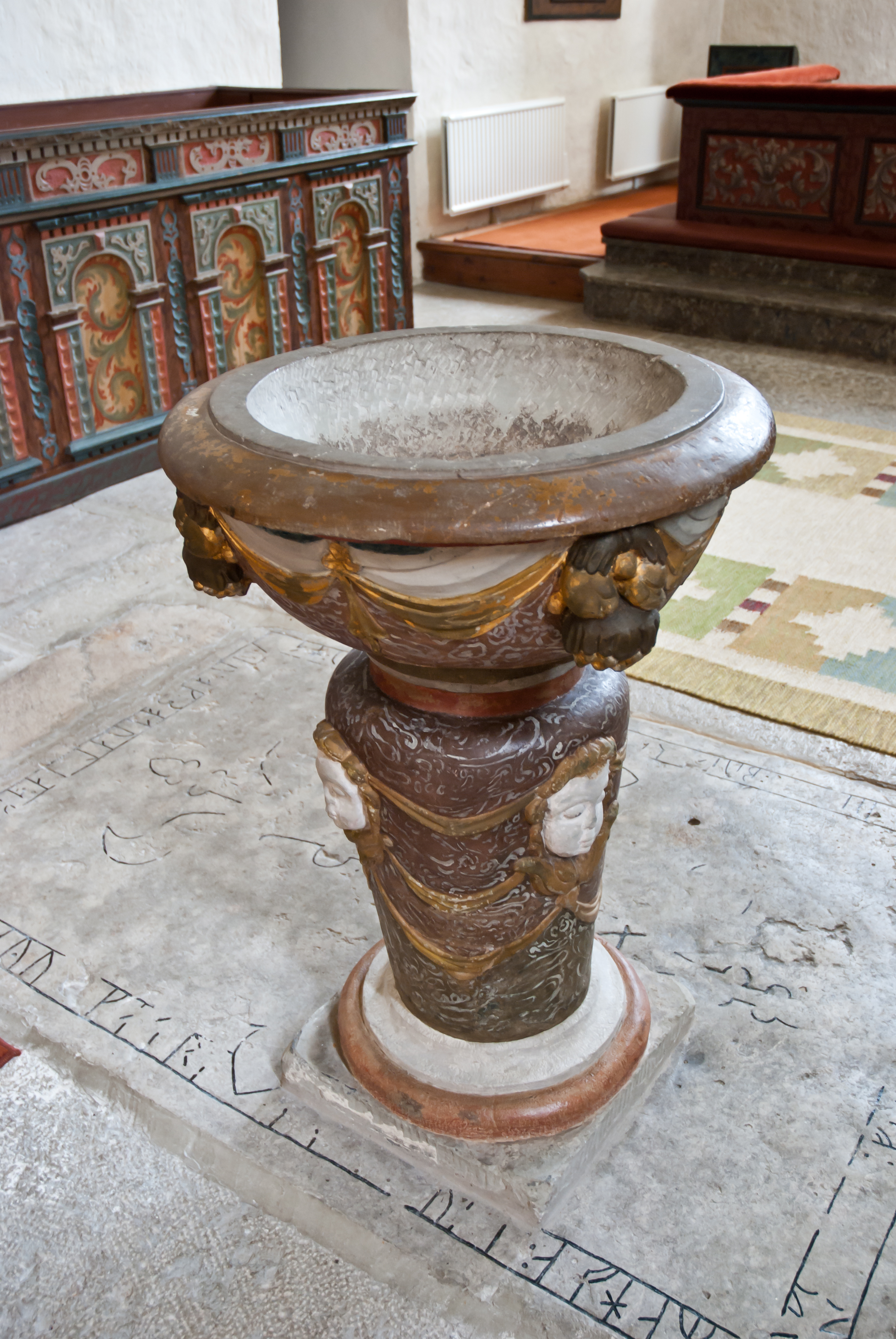
Taufbecken

Die Kirche wurde aus Kalkstein errichtet und besteht aus einem zweischiffigen Langhaus, einem schmaleren, gerade abgeschlossenen Chor im Osten, einem Kirchturm im Westen sowie einer Sakristei an der Nordseite des Chores. Der romanische Turm ist am ältesten, während das Langhaus und der Chor um die Mitte des 13. Jahrhunderts gebaut wurden. Die Sakristei stammt aus den 1850er Jahren. Die Kirche hat weißverputzte Fassaden und spitzbogige Fenster. Das Langhaus und der niedrigere Chor sind mit Satteldächern gedeckt. Infolge eines Einsturzes, laut Angaben im Jahr 1534, erhielt der Turm sein charakteristisches verstümmeltes Aussehen. Er wird von einer markanten achtkantigen Turmspitze gekrönt. Von den beiden Südportalen ist das des Chores von besonderem Interesse wegen seiner Runeninschrift, gemäß welcher Lafrans Botvidarson aus Eskelhem die Kirche erbaute. Das Langhaus ist innen mit sechs Zeltgewölben gedeckt. Die beiden Mittelsäulen haben verzierte Kapitelle und Sockel, ähnlich dem Dekor des Chorportals. Ein spitzer Triumphbogen führt in den Chor, der von einem Zeltgewölbe gekrönt und durch eine Dreiergruppe von Fenstern in der Ostwand erhellt wird. Die Empore, die 1704 gebaut und mit Apostelbildern versehen wurde, wurde in den 1950er Jahren vom Westgiebel auf die Nordseite verlegt. Die Kirche wurde 1926 nach Plänen des Architekten Anders Roland restauriert.

## Ausstattung
- Die Kanzel ist auf 1633 datiert.
- Die heutige Orgel wurde 1956 von H. Lindegren aus Göteborg gebaut.
- Der Taufstein und ein Epitaph sind aus dem 17. Jahrhundert.
- Emporenbemalung und Taufschale sind Stiftungen von Sonderburger Schiffern aus dem Jahr 1704.